# Sužan
Sužan (olaszul: Susana) falu Horvátországban Tengermellék-Hegyvidék megyében. Közigazgatásilag Dobrinjhoz tartozik.

## Fekvése
Krk északkeleti részén, községközpontjától 4 km-re északnyugatra, a Soline-öböltől másfél kilométerre nyugatra fekszik.

## Története
A település már a 15. században létezett, amikor Frangepán VII. János a Velebit-hegységből kétszáz vlach jogú családot hozatott a Krk-szigetre. Amíg azonban a Dubašnicára és Šotoventóra telepített vlach pásztorok túlnyomórészt horvátok, vagy elhorvátosodott vlachok voltak, addig Sužan, Čižići, Šugara és Solina vidékére túlnyomóan valóban vlach (horvát nevükön murlak) eredetű lakosság telepedett le. A sužaniak azt mondják, hogy ők a Zengg feletti Krmpote vidékéről érkeztek. Egy különleges román nyelven beszéltek, mely a 19. század folyamán halt ki.  A neves nyelvész, irodalomtörténész, néprajzkutató és filológus Ive Jelenović szerint ez a  különbség nyelvükben, személyneveikben és helyneveikben ma is kimutatható. Frangepán János telepítésének legfőbb célja feltételezhetően az volt, hogy a Soline-öbölben évszázadok óta működő és jelentős bevételt jelentő sólepárló telepek számára új munkaerőt biztosítson. Miután azonban 1480-ban a sziget közvetlen velencei fennhatóság alá került a velencei sótelepekkel való konkurencia miatt az itteni sólepárlást megszüntették. Ezt követően lakói főként állattenyésztéssel, kisebb mértékben földműveléssel foglalkoztak. A 19. században a közeli Melinán téglaüzemet alapítottak, azonban ez az idők során megszűnt, mára nyoma sem maradt.
Sužan a sziget többi részével együtt a 19. század folyamán osztrák kézen volt, majd 1867-től 1918-ig az Osztrák-Magyar Monarchia része lett. 1857-ben 97, 1910-ben 145 lakosa volt. 
Az Osztrák–Magyar Monarchia bukását rövid olasz uralom követte, majd a település a Szerb–Horvát–Szlovén Királyság része lett. A második világháború idején előbb olasz, majd német csapatok szállták meg. A háborút követően újra Jugoszlávia, majd az önálló horvát állam része lett. A háború után sokan vándoroltak ki a tengerentúlra és a nagyobb városokba. A turizmusnak a fiumei repülőtér, valamint a Krki-híd 1980 táján történt megépülése adott újabb lendületet. 2011-ben 85 lakosa volt.

## Nevezetességei
- A Gyógyító Szűzanya  (Majke Božje od Zdravlja) tiszteletére szentelt plébániatemploma 1927-ben épült, mivel a korábbi Mindenszentek templom túl kicsinek bizonyult. A régi templomtól eltérően az újat a település központjába építették. A templomnak három oltára van, homlokzata felett római típusú nyitott harangtorony emelkedik három haranggal. Sužanon kívül ide járnak Klanice, Tribulje és Čižići hívei is.
- A Mindenszentek tiszteletére szentelt régi temploma 1514-ben épült. Homlokzata felett római típusú nyitott harangtorony látható. Az új templom építése után elhagyták. A falu északi részén elhagyatottan, romosan áll.
- 15. századi Szent János templomának romja,[2] amiről a település a nevét kapta a falutól nem messze a fák között rejtőzik. Egy 1464. augusztus 15-én kelt  glagolita okirat szerint Frangepán VII. János építtette és két évvel később a krki püspök szentelte fel. Az 1579-es egyházlátogatás szerint már akkor romos volt és 1590-ben már nem is említik.

## Lakosság
| Lakosság változása | Lakosság változása | Lakosság változása | Lakosság változása | Lakosság változása | Lakosság változása | Lakosság változása | Lakosság változása | Lakosság változása | Lakosság változása | Lakosság változása | Lakosság változása | Lakosság változása | Lakosság változása | Lakosság változása | Lakosság változása |
| ------------------ | ------------------ | ------------------ | ------------------ | ------------------ | ------------------ | ------------------ | ------------------ | ------------------ | ------------------ | ------------------ | ------------------ | ------------------ | ------------------ | ------------------ | ------------------ |
| 1857               | 1869               | 1880               | 1890               | 1900               | 1910               | 1921               | 1931               | 1948               | 1953               | 1961               | 1971               | 1981               | 1991               | 2001               | 2011               |
| 97                 | 107                | 96                 | 96                 | 108                | 145                | 151                | 128                | 170                | 156                | 136                | 119                | 99                 | 75                 | 76                 | 85                 |